# Entropia von Neumanna
Entropia von Neumanna – wielkość charakteryzująca nieuporządkowanie układu, zdefiniowana dla macierzy gęstości {\displaystyle \rho } jako
{\displaystyle \operatorname {S} (\rho )=-Tr(\rho \ln \rho ).}
Dla układu kwantowego, który jest w stanie czystym, entropia von Neumanna wynosi 0.
Ponieważ operator gęstości układu zawsze można przedstawić w postaci diagonalnej w bazie jego wektorów własnych, równoważną definicję entropii von Neumann daje wzór
{\displaystyle \operatorname {S} (\rho )=-\sum _{i}\lambda _{i}\ln \lambda _{i},}
gdzie {\displaystyle \lambda _{i},\ i=1,2,\dots } to wartości własne operatora {\displaystyle \rho .}
W informatyce kwantowej entropia von Neumanna jest wykorzystywana jako podstawa kilku miar splątania. Jedną z nich jest zredukowana entropia von Neumanna, która jest zdefiniowana jako entropia von Neumanna dla zredukowanej macierzy gęstości układu.